# Nicolas Duvauchelle
Nicolas Duvauchelle (Parigi, 27 marzo 1980) è un attore francese.

## Biografia
Duvauchelle ha iniziato la sua carriera cinematografica nel 1999 nel film Il piccolo ladro di Érick Zonca, di cui era il protagonista. Nello stesso anno partecipò a Beau Travail della regista Claire Denis, con cui lavorò anche nel 2001 per Cannibal Love - Mangiata viva.
Ha recitato in due lungometraggi di Xavier Giannoli: Corpi impazienti nel 2003 con Laura Smet e Marie Denarnaud, film in cui ha rivelato il suo talento drammatico; e Une aventure nel 2005.
Ha interpretato Andrea nell'adattamento cinematografico del romanzo Hell di Lolita Pille, realizzato da Bruno Chiche, e dove aveva al suo fianco l'attrice Sara Forestier.
Ha prestato la sua immagine come modello per Hugo Boss (per la linea di profumi Hugo) e per Miu Miu (insieme con l'allora compagna Ludivine Sagnier). Suona anche in un gruppo hardcore parigino, i Cry Havoc.

### Vita privata
Il 25 marzo 2005 diventa padre di Bonnie, nata dalla relazione con l'attrice Ludivine Sagnier (da cui si è separato nel 2007). Nel 2012 nasce la seconda figlia Romy, avuta dalla giornalista Laura Isaaz (da cui si è separato nel 2015). Il 31 agosto 2017 nasce il terzo figlio, Andrea, avuto dalla modella Anouchka Alsif (da cui si è separato nel 2018).
È molto amico dell'attrice Karole Rocher, conosciuta durante le riprese della serie televisiva Braquo.

## Filmografia

### Cinema
- Il piccolo ladro (Le Petit Voleur), regia di Érick Zonca (1999)
- Beau Travail, regia di Claire Denis (1999)
- Du poil sous les roses, regia di Jean-Julien Chervier e Agnès Obadia (2000)
- Ligne 208, regia di Bernard Dumont (2001)
- Cannibal Love - Mangiata viva (Trouble Every Day), regia di Claire Denis (2001)
- Les frères Hélias, regia di Freddy Busso - cortometraggio (2002)
- Snowboarder, regia di Olias Barco (2003)
- Corpi impazienti (Les Corps impatients), regia di Xavier Giannoli (2003)
- À tout de suite, regia di Benoît Jacquot (2004)
- Poids léger, regia di Jean-Pierre Améris (2004)
- Une aventure, regia di Xavier Giannoli (2005)
- Hell, regia di Bruno Chiche (2006)
- Avril, regia di Gérald Hustache-Mathieu (2006)
- Le Grand Meaulnes, regia di Jean-Daniel Verhaeghe (2006)
- À l'intérieur, regia di Alexandre Bustillo e Julien Maury (2007)
- Le deuxième souffle, regia di Alain Corneau (2007)
- Segreto di stato (Secret défense), regia di Philippe Haïm (2008)
- La Fille du RER, regia di André Téchiné (2009)
- Gli amori folli (Les Herbes folles), regia di Alain Resnais (2009)
- White Material, regia di Claire Denis (2009)
- La blonde aux seins nus, regia di Manuel Pradal (2010)
- Amore facciamo scambio? (Happy Few), regia di Antony Cordier (2010)
- Stretch, regia di Charles de Meaux (2011)
- La fille du puisatier, regia di Daniel Auteuil (2011)
- Les yeux de sa mère, regia di Thierry Klifa (2011)
- Polisse, regia di Maïwenn Le Besco (2011)
- Parlez-moi de vous, regia di Pierre Pinaud (2012)
- Comme des frères, regia di Hugo Gélin (2012)
- Mariage à Mendoza, regia di Édouard Deluc (2012)
- Pour une femme, regia di Diane Kurys (2013)
- Depareille, regia di Michaël Pierrard - cortometraggio (2014)
- Maintenant ou jamais, regia di Serge Frydman (2014)
- Bodybuilder, regia di Roschdy Zem (2014)
- Le Combat ordinaire, regia di Laurent Tuel (2015)
- Non sono un bastardo (Je ne suis pas un salaud), regia di Emmanuel Finkiel (2015)
- The Endless River, regia di Oliver Hermanus (2015)
- Ollie Boy, regia di Paul Garcia e Dimitri Pougnet - cortometraggio (2015)
- Quattro vite (Orpheline), regia di Arnaud des Pallières (2016)
- Dalida, regia di Lisa Azuelos (2016)
- Jour J, regia di Reem Kherici (2017)
- L'amore secondo Isabelle (Un beau soleil intérieur), regia di Claire Denis (2017)
- All That Divides Us - Amore criminale (Tout nous sépare) regia di Thierry Klifa (2017)
- Le Collier rouge, regia di Jean Becker (2018)
- Bonhomme, regia di Marion Vernoux (2018)
- Persona non grata, regia di Roschdy Zem (2019)
- The Spellbound (Les envoûtés), regia di Pascal Bonitzer (2019)
- Rabbit's Paw, regia di Nana Djordjadze (2020)
- Una sirena a Parigi (Une sirène à Paris), regia di Mathias Malzieu (2020)
- Proiettile vagante (Balle perdue), regia di Guillaume Pierret (2020)
- Proiettile vagante 2 (Balle perdue 2), regia di Guillaume Pierret (2022)
- Un hiver en été, regia di Laetitia Masson (2022)
- Hawaii, regia di Mélissa Drigeard (2023)
- Les rois de la piste, regia di Thierry Klifa (2023)
- Brûle le sang, regia di Akaki Popkhadze (2024)

### Televisione
- Un homme en colère – serie TV, 1 episodio (2000)
- Rien dans les poches, regia di Marion Vernoux - film TV (2008)
- Braquo – serie TV, 16 episodi (2009-2011)
- Casting(s) – serie TV, 1 episodio (2013)
- Malaterra, regia di Jean-Xavier de Lestrade e Laurent Herbiet – miniserie TV (2015)
- La forêt d'argent, regia di Emmanuel Bourdieu – film TV (2019)
- Tuo onore (Un homme d'honneur), regia di Julius Berg – miniserie TV (2021)
- Svaniti nel nulla (Disparu à jamais), regia di Juan Carlos Medina – miniserie TV (2021)
- Les Papillons Noirs, regia di Olivier Abbou – miniserie TV (2022)
- Black Hearts (Coeurs Noirs) – serie TV, 6 episodi (2023)
- Pax Massilia – serie TV, 6 episodi (2023)
- Citoyens clandestins, regia di Laetitia Masson – miniserie TV (2024)

## Doppiatori italiani
- Ruggero Andreozzi in Proiettile vagante, Proiettile vagante 2
- Alessandro Tiberi in Il piccolo ladro
- Fabrizio Manfredi in Braquo
- Stefano Crescentini in Polisse
- Simone D'Andrea in L'amore secondo Isabelle
- Fabrizio De Flaviis in Svaniti nel nulla